# Jockey (Spiel)

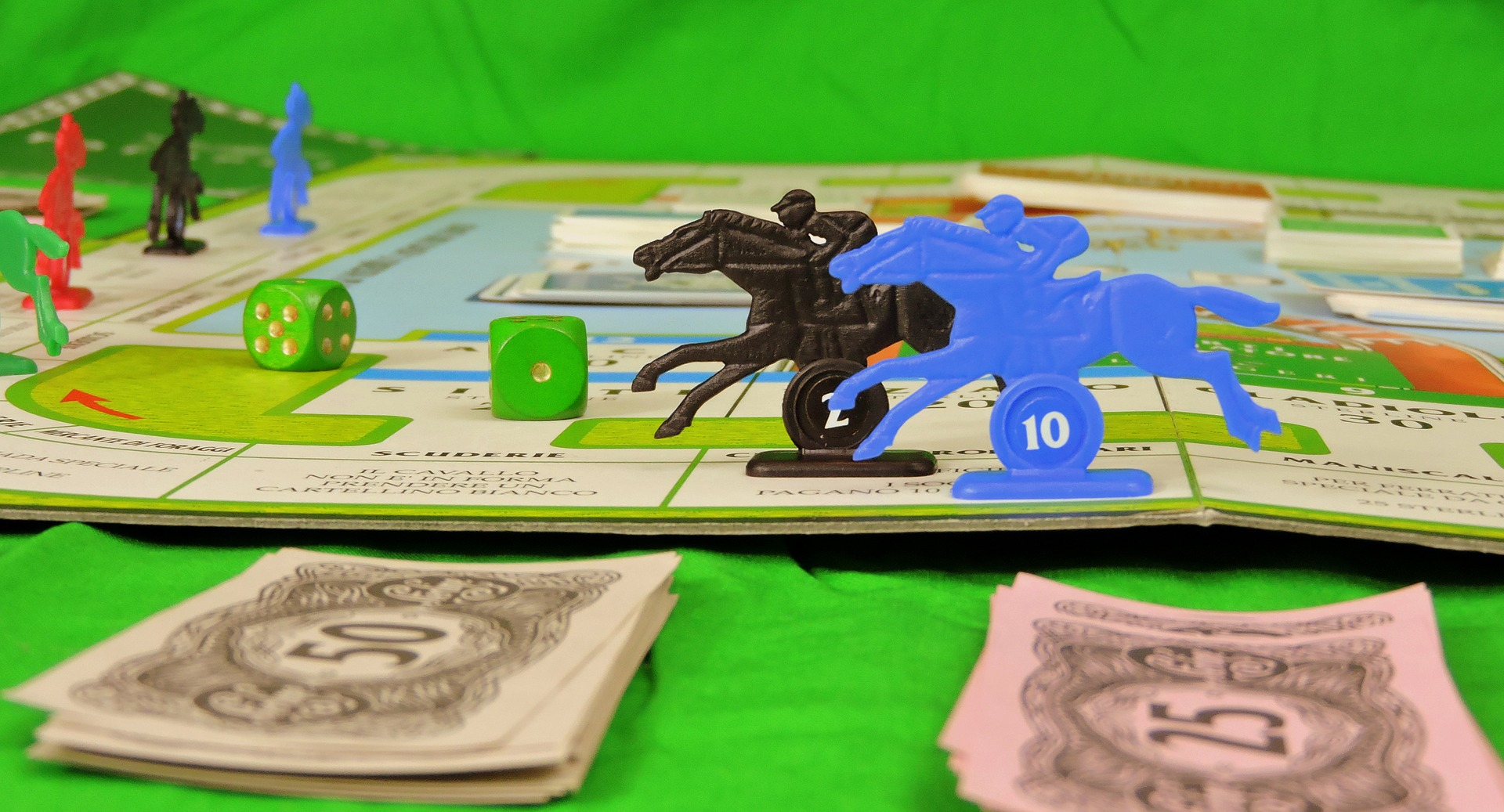
Italienische Version des Jockey-Spiels

Jockey ist ein Brettspiel, das 1973 von den amerikanischen Professoren Peter Murray und Steven Spencer veröffentlicht wurde. Es enthält, wie auch das bereits 1967 von beiden veröffentlichte Börsenspiel zahlreiche neuartige Elemente. Ziel des Spiels ist, geschickte Wetten auf die Platzierung der Pferde zu machen, und diese vor den anderen Spielern geheim zu halten. Anschließend können die Pferdefiguren von allen Spielern mit Hilfe von Jockeykarten vorgeschoben werden.
Das Spiel wurde von Ravensburger in zahlreiche Sprachen übersetzt. In Deutschland ist es seit einigen Jahren nicht mehr erhältlich.

## Rezeption
Peter Huth bezeichnete das Spiel in einer Rezension in der Berliner Zeitung als „[e]ine phantastische Mischung aus Karten- und Brettspiel, bei dem Glück und spielerisches Können sich die Waage halten“. Er beklagte, dass das Spiel in Deutschland nicht mehr erhältlich sei, und gab Tipps zum Selbstbau des Spiels.